# Synaxis

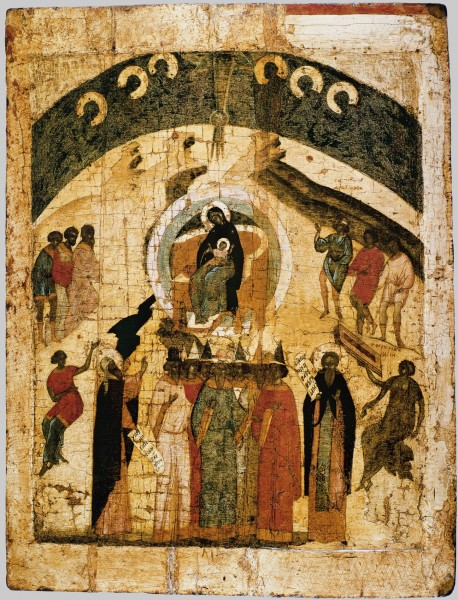
Ikone mit der Synaxis der Theotokos (Pskow, 15. Jahrhundert).

Synaxis (mittelgriechisch σύναξις; Kirchenslawisch: собор, sobor) ist in der Östlichen Christenheit (der Orthodoxen Kirche und den mit der römisch-katholischen Kirche unierten Ostkirchen) eine Versammlung zu liturgischen Zwecken, normalerweise zum Zelebrieren von Vespern, Matutinen und der Göttlichen Liturgie.

## Festtag
In Konstantinopel versammelten sich Klerus und die Gläubigen oftmals an Festtagen an einer Kirche, die dem jeweiligen Heiligen des Festtages geweiht war, zu einer liturgischen Zeremonie. Eine solche Versammlung nannte man synaxis (Plural synaxeis). Die synaxeis wurden später mit speziell für den jeweiligen Festtag geschriebenen Liturgien ausgestattet. Eine Synaxis findet oft am Folgetag eines größeren Fests zu Ehren der als Nebenpersonen an diesem Festtagsmysterium beteiligten Heiligen statt. Zum Beispiel wurden Gottesdienste an Epiphanias (der Offenbarung der Heiligen Dreifaltigkeit Trinitas bei der Taufe Jesu im Fluss Jordan) in der Hagia Sophia gehalten; am nächsten Tag wurde darauf eine Synaxis zu Ehren des heiligen Johannes des Täufers an der ihm geweihten Kirche gehalten. Mit der Zeit verbreiteten sich die Synaxeis und werden heute in jeder Kirche gefeiert. Die Nennung der Heiligen der Synaxis in der Liturgie geschieht im Synaxarion.
Synaxis kann auch das gemeinsame Andenken an mehrere Heilige meinen, wie z. B. die Synaxis der Siebzig Jünger. Jeder Apostel verfügt zwar über seinen individuellen Heiligentag, doch wird bei der Synaxis ihrer aller gedacht.
Die meisten Synaxeis werden um die zeitlich festgelegten Feste des orthodoxen Kalenders stets am gleichen Tag gehalten, andere finden immer am Sonntag nach dem spezifischen Datum statt. Andere Synaxeis werden im Osterzyklus gefeiert und bewegen sich deshalb im Einklang mit Ostern im Kalender vor und zurück.

## Die verschiedenen Termine

### Synaxeis nach dem byzantinischen Ritus
Die folgenden Synaxeis werden universell im byzantinischen Ritus befolgt:
- Synaxis der Theotokos am 26. Dezember[2]
- Synaxis des Wegbereiters am 7. Januar[3]
- Synaxis der Siebzig Jünger am 4. Januar[4]
- Synaxis der Drei Großen Hierarchen am 30. Januar[5]
- Synaxis des Erzengels Gabriel am 26. März[6] und am 13. Juli[7]
- Synaxis der Zwölf Apostel am 30. Juni 30[8]
- Synaxis der Heiligen Väter des Zweiten Ökumenischen Konzils am 22. Mai[9]
- Synaxis der Heiligen Väter des Fünften Ökumenischen Konzils am 25. Juli[10]
- Synaxis der Heiligen Väter des Dritten Ökumenischen Konzils am 9. September[11]
- Synaxis des Erzengels Michael und der anderen körperlosen Mächte am 8. November[12]
- Synaxis der Heiligen Unbestechlichen am 1. November[13]
- Synaxis der Heiligen Väter des Ersten Ökumenischen Konzils am Sonntag vor Pfingsten[14] und am 29. Mai[15]
- Synaxis von Allerheiligen am Sonntag nach Pfingsten[16]
- Synaxis der Heiligen Väter des Siebten Ökumenischen Konzils am Sonntag vom oder nach dem 8. Oktober[17]
- Synaxis der Heiligen Väter des Sechsten Ökumenischen Konzils am 23. Januar[18]

### Synaxen bei lokalen Bräuchen
Es gibt auch Synaxeis, die sich an lokalen Bräuchen ausrichten:
- Synaxis der Heiligen von Weißrussland[19]
- Synaxis der Heiligen von Nordamerika am zweiten Sonntag nach Pfingsten[20]
- Synaxis aller Heiliger von Pskow am dritten Sonntag nach Pfingsten[21]
- Synaxis der Heiligen von Kostroma am 23. Januar[22]
- Synaxis der Hierarchen von Novgorod am 10. Februar, 4. Oktober, und am dritten Sonntag nach Pfingsten[23]
- Synaxis der Ehrwürdigen Väter der Kiewer Höhlen Lavra am zweiten Sonntag des Großen Fastens[24]
- Synaxis von Rostov und Jaroslavl am 23. Mai[25]
- Synaxis der Heiligen von Ryzan am 10. Juni[26]
- Synaxis der Heiligen von Siberia am 10. Juni[27]
- Synaxis der Heiligen von Wladimir am 23. Juni[28]
- Synaxis der Heiligen von Radonezh am 6. Juli[29]
- Synaxis der Heiligen des Solovki-Klosters am 9. August[30]
- Synaxis der Ehrwürdigen Väter der Far Caves in Kiew am 28. August[31]
- Synaxis der Serbischen Hierarchen am 30. August[32]
- Synaxis der Heiligen von Tula am 22. September[33]
- Synaxis aller Heiligen von Alaska am 24. September[34]
- Synaxis der Ehrwürdigen Väter der Near Caves in Kiew am 28. September[35]
- Synaxis der Hierarchen von Kasan am 4. Oktober[36]
- Synaxis der Heiligen von Wolhynien am 10. Oktober[37]
- Synaxis der Ehrwürdigen Väter von Optina am 11. Oktober[38]
- Synaxis der Heiligen von Georgien am 11. Dezember[39]
- Synaxis aller Heiligen von Serbien am 28. August[40]
- Synaxis der Hierarchen von Moskau am 5. Oktober[41]
- Synaxis aller Heiligen von Moskau am Sonntag vor dem 26. August
- Synaxis der Heiligen von Smolensk der nächste Sonntag zum 23. Juli[42]
- Synaxis der Heiligen von Twer der nächste Sonntag zum 3. Juli

## Versammlung
Eine Synaxis ist eine Gruppe von kirchlichen Würdenträgern – besonders in der Orthodoxen Kirche – die sonst eine Synode bilden würden, wenn kein vorsitzender Patriarch die Versammlung leitet.
Da sie die Oberherrschaft des Lateinischen Patriarchats von Konstantinopel nach dem Konzil von Florenz nicht anerkannten, wurden die Kleriker, die das Konzil und die dort vereinbarte Kirchenunion ablehnten, die Synaxis genannt. Unter ihnen war der bekannteste und einflussreichste der Mönch Gennadios, besser bekannt als Georgios Scholarios, der später Ökumenischer Patriarch von Konstantinopel wurde.